# William Henry Hayward
Pour les articles homonymes, voir William Hayward et Hayward.
William Henry Hayward (23 octobre 1867-7 février 1932) est un homme politique canadien de la Colombie-Britannique. Il est député provincial indépendant de la circonscription britanno-colombienne de Esquimalt de 1900 à 1903, ainsi que député conservateur de Cowichan de 1907 à 1918.

## Biographie
Né à Douvres en Angleterre, Hayward étudie au Borden Grammar School (en), Sutton Valence School (en) et Dover College (en). De 1887 à 1893, il travaille dans une plantation de tabac en Virginie.
Après une première défaite électorale 1898, il est président de la Central Dairy Institute, directeur de la Dairymen's Association of British Columbia et secrétaire-trésorier de la BC Fruit Growers Association. 
À plusieurs reprises, Hayward propose des amendements au loi provinciale sur les terres afin d'empêcher la vente de territoire de la couronne à des personnes non-caucasiennes. 
En 1916, il se représente à titre de candidat indépendant, mais supporté par les Conservateurs.
Il démissionne de son poste de député en 1918 pour remplir des fonctions militaires officielles à Ottawa en novembre 1918.
Hayward meurt à Londres en 1932.